# باشگاه فوتبال والنسین
باشگاه فوتبال والنسین (به فرانسوی: Valenciennes Football Club) یک باشگاه فوتبال در شهر والنسین می‌باشد که در لیگ ۱ فرانسه بازی می‌کند.
این باشگاه در سال ۱۹۱۳  تأسیس شده‌است.